# San Sisto Vecchio (basiliek)
De basiliek San Sisto Vecchio is een kerk in Rome, gewijd aan de heilige paus Sixtus II (257-258), wiens relieken zich in de kerk bevinden. Volgens de overlevering werd de kerk gebouwd op de plaats waar de paus Laurentius van Rome ontmoette, vlak voordat beide mannen slachtoffer werden van de christenvervolgingen onder keizer Valerianus I.
Het eerste gebouw kwam tot stand in de 4e eeuw en had de status van ‘titulus’ (ook wel aangeduid als domus ecclesia). Hierdoor was het gebouw naast een bestuurlijk en administratief centrum onder leiding van een kardinaal, ook de plaats waar het toegestaan was om de sacramenten toe te dienen, dit in tegenstelling tot de oratoria (privéhuizen) of dekenaten. De naam ‘Titulus Crescentianae’, die betrekking had op de San Sisto Vecchio, zou erop wijzen, dat de stichter van de vroegchristelijke kerk een Romeinse vrouw was met de naam Crescentia. Tijdens het pontificaat van paus Anastasius I (399-401) werd het gebouw officieel als kerk erkend.
Onder paus Innocentius III (1198-1216) werd de kerk herbouwd en door zijn opvolger paus Honorius III (1216-1227) geschonken aan de later heilig verklaarde Dominicus Guzman, oprichter van de orde van Dominicanen. De toen aangebrachte fresco’s met scènes uit het Nieuwe Testament en de Apocriefen bevinden zich nog in de kerk.
Tijdens het pontificaat van paus Benedictus XIII (1724-1730) kreeg de Italiaanse architect Filippo Raguzzino de opdracht de kerk te restaureren en renoveren. Hierbij werd de in de 13e eeuw gebouwde toren en apsis gehandhaafd.
Het bij de kerk behorende klooster van de orde van Dominicanen wordt nog steeds bewoond door nonnen van de orde. In de tuin achter de kerk vindt ieder najaar een tentoonstelling van chrysanten plaats.
De San Sisto Vecchio is een van de titelkerken binnen Rome. Titelkardinaal is sinds 28 november 2020 Antoine Kambanda.

## Bron
- (it) San Sisto Vecchio
- (en) Afbeelding San Sisto Vecchio